# 孔雀王
《孔雀王》是日本漫畫家荻野真創作的青年漫畫與改編作品，於1985年獲得《第十二屆Jump青年漫畫大賞》。『孔雀王』本義為佛教二十八部眾的一員『金色孔雀王』──孔雀明王。在本作中是使用『密法』與『真言』到處降妖除魔的佛教密教『真言宗』青年僧侶孔雀的守護神。

## 故事簡介

### 孔雀王
1985年至1989年在《週刊Young Jump》（週刊ヤングジャンプ）上連載。以使用『密法』和『真言』的僧侶『孔雀』為主角，在日本各處降妖除魔的故事。一開始主角退魔師孔雀以清除魔物為主，從嬲樂尼祭祀的凶皇佛、鬼火島的櫻花豐穰、吃了會長生不老的人魚肉、復活的死人等等，孔雀開始與黑暗世界的對手展開戰鬥。大聖歡喜天策劃使孔雀王復活的計畫，黃幡星操控死人倶摩羅，魔神軍荼利策劃的歐魯加與歐康姐弟化成黑暗大日如來的悲劇。孔雀為了尋找聖杯，與本作最終敵人『六道眾』展開戰鬥。率領六道眾的八葉老師，墮落黑暗的裏高野退魔師鳳凰，以及孔雀王最終的對手兼愛人天蛇王。最後孔雀王與天蛇王率領的終極軍團展開最終的決鬥。以主角孔雀出生的秘密為主軸，以全世界的神話為背景，以光明與黑暗的決戰為動機，最後成為一部氣勢磅礡之大作品的故事。

### 孔雀王 退魔聖傳
1990年至1992年在《週刊Young Jump》上連載，是前作《孔雀王》的續篇。整體畫風稍微有變化，但是故事在中盤以後暗示主角是素戔轉生這點，與前作設定產生矛盾(孔雀的守護神一直都是孔雀明王，而像第一集的電視台鬼故事裡，撒旦是被敵人召喚出的，跟前作鳳凰就是撒旦的化身這點有所矛盾）。故事與前作《孔雀王》一樣由退魔行開始，內容上是繼續前作的小故事。可以想作是平行空間的故事概念。主角孔雀與天津眾神展開戰鬥。跟前作一樣一開始是退魔小故事，中盤經歷暗黑神特斯加托利帕加的戰鬥，遇到眼球怪物才開始轉移到本作的主軸與天津神戰鬥。真相漸漸明朗，以及朋友一個接一個失去的殘酷衝擊；故事到了這邊就突然停止連載，之後只出了3卷的《怨靈侍》當作交代。
因為突然停止連載，當時出現各式各樣的猜測。作者本人的啟事說明停止連載是因血尿病情復發不得不停止連載。一說認為是因為故事中將日本神話的神祇當作敵人，描寫天津諸神跟人的戰爭。結果引起了宗教團體的憤怒與抗議才停止的，將天照大神與月讀尊當作是日本古代神祇的外國侵略者（單行本第9卷），描寫古事記與日本書紀等沒有記載的事情，皆與書上載的真相相差太遠，遭到右翼團體的抗議才終止的。

### 孔雀王 曲神紀
在2006年3月28日發售的《週刊Young Jump》上開始連載。是前作《孔雀王退魔聖傳》的續作，孔雀為了終止天津神與國津神的鬥爭，巡迴日本各地尋找六顆「素戔(須佐之男)之牙」。敘述《孔雀王退魔聖傳》後半段故事，開始於四年後的世界。所謂『曲神』是魔神、邪神、乖僻的神之意。

### 孔雀王起義
《孔雀王RISING》是在小學館的《月刊Big Comic Spirits》2012年5月號上開始連載。描寫少年時期的孔雀，在『裏高野』的修業之旅與下山後的退魔行。但劇中的設定為了配合連載改以平成年代為背景。作者於病床上完成了最終話後，於2019年4月29日去世。

### 孔雀王 戰國轉生
在リイド社的《漫畫亂雙月刊 戰國武將列傳》2012年12月號上開始連載。作者於去世前完成了最終話。

## 登場人物

### 孔雀跟朋友
本篇裡的主要人物，記載跟孔雀一起行動的朋友。
孔雀
全篇的主角，裏高野的退魔師。師傅是慈空阿闍梨，是裏高野第九階的『中僧都』。曾說過本名叫「明」，父親曾經是裏高野的退魔師「慈覺」，母親是為了救出在黑暗的人而不斷旅行的地藏菩薩化身，雙胞胎姐姐「朋子」（之後的天蛇王）跟孔雀一樣從出生就有黃幡星宿命的祕密。也是墮天使魯西菲爾的投胎轉世（作品一開始就設定孔雀明王與魯西菲爾是同一位神）。
守護神是孔雀明王，擁有自在使用其他神佛的法力的才能，非常喜歡吃東西，可以毫不在乎的喝酒，有時也會玩柏青哥不守戒律的和尚。表現很像傻瓜，修行跟退魔經常失敗。對於交通工具沒轍，很容易就暈。
孔雀王是雅茲迪教派的主神。主神是為了救助人類的墮天使Malak Taus（孔雀形象的大天使，文義通「孔雀王」）他们认为墮天使已为神所原谅，大天使地位恢复。因此，雅兹迪教派被视为魔鬼崇拜者。因此孔雀大天使其實是教派對他的尊稱，基督徒及回教徒则认为那是魔鬼。
無印結束時約22、3歲（慈空將2、3歲的孔雀帶回後「花20年的時間傳授密法」）。退魔聖傳後半約25歲，曲神紀時應該是20歲後半段，臉卻變得很年輕。
阿修羅
孔雀想要幫助的流著黑暗之血的少女。守護神是阿修羅王，有自由自在操作火炎的能力。
在故鄉因為流著魔神阿修羅的血所以被禁止靠近，生下來時就被幽禁在佛塔中，是解開封印孔雀王的地獄門關鍵，所以被六道眾的大聖歓喜天帶走。
被大聖洗腦，與孔雀成為敵人，但是被孔雀的善良喚回心智。
從大聖手中救出後，與孔雀跟慈空一起生活，也開始上學，也成為在退魔時的幫手。
故事沒有交代阿修羅的身世，不過第十二卷中被吉克弗力德指她「擁有純種亞利安人的眼睛」而遭俘虜。
本來是個開朗很有精神的少女，在《孔雀王退魔聖傳》中為了賺零用錢而要遮那冒充孔雀幫人退魔，有現代小孩追隨流行的一面。有著一頭漂亮金髮跟碧眼的美少女，是無印的最終女英雄。初期在連載雜誌設定「登場時冒犯了大聖歡喜天，之後就以性調教方式持續洗腦，直到不敢反抗命令。」不過，單行本收錄時去掉了這個設定，甚至連載雜誌也去掉了。在退魔聖傳結束時被囚禁在異世界裡。救她出來是孔雀王曲神紀中，孔雀的目標之一。 在第一次出現時12歲，無印結束時是15歲。在退魔聖傳結束時大約是17歲。
在登場人物中是外表變化最顯著的，每系列都像是不同的人。
慈空阿闍梨
孔雀的師傅。裏高野指導層阿闍梨的地位，也是裏高野的退魔師。
孔雀父親「慈覺」的師傅，在西藏遇到了年幼的孔雀，慈覺帶著明(孔雀)與朋子搭乘的飛機。在西藏上空因遭到裏高野派人伏擊。僧兵『五輪坊』引爆炸藥而墜落。受傷的慈覺帶著僅存的明(孔雀)。在西藏寺廟中渡過十年歲月。但這段不祥的記憶被慈空封印了。
因為是師傅，所以知識跟靈力都在孔雀之上。
平常會不顧阿闍梨的身分在山下的荒廢寺廟過生活，喝酒跟上酒店的壞習慣比孔雀還要嚴重。
在退魔聖傳後半遭遇襲擊，現在生死不明。
王仁丸
收錢幫人呪殺的呪禁道士，法術是咒禁道，能使用符紙變化成的『式鬼』打倒對手。在『咒殺』事件中與孔雀發生戰鬥，最終絕技是『八雷神』，能呼喚黃泉來的鬼附身，以落雷攻擊對手。認為孔雀太天真了，但內心其實也認同他。
看起來很冷漠，其實有濃厚人情味，好幾次救出陷入危機的孔雀。守護神是『大黑天』。擅長伏擊，常常隱身在黑暗中攻擊對手妖怪，拿手武器是鎖鍊巨斧。在外傳故事『王仁丸退魔錄』一章中，以一人之力打敗意圖奪取寶物的妖怪，並與作者荻野真一同尋找其祖先封印在日本九州南部老家的後山巖洞中，從前替天皇打敗過妖怪『鵺』的神器『弓箭』。在外傳故事中，『鵺』化身成老頭子，自稱是作者荻野真的遠親，以一把御賜茶壺騙取他的信任，要走了後山巖洞的鑰匙。此時現身幫助作者荻野真的，就是『咒禁道師』王仁丸。他現身幫助作者荻野真打敗妖怪鵺，保存了封印在荻野真老家後山巖洞中的弓箭。
擁有強韌的身體跟靈力，是孔雀的好對手。實際是鬼與人類女子所生的半人半鬼，因為流著黑暗的血使得故鄉的小村莊被軍荼利消滅。
黃海峰
中國古代流傳的呪術集團『黃家仙道』的仙道士。父親是黃家仙道的領導人，武器是靈劍『獅咬劍』。
屍解仙事件與孔雀一同戰鬥，之後的軍荼利篇接受父親的命令，為了阻止變成人工孔雀王的歐康而與孔雀作戰，最後為了救出歐康與歐魯加而與孔雀一起向六道眾戰鬥。
是個無法隱瞞情感的善良性格，與孔雀的姊姊朋子相愛。
但是沒辦法救出已經被六道眾喚醒天蛇王的朋子，身心都墮入黑暗，取代八葉老師裡文殊菩薩的位置。
無印的最終決戰時阻擋在孔雀面前，之後為了救出朋子即使自己被消滅也不在乎，成為金剛界曼荼羅四印會的最後一人。
最後救了朋子，並一起生活。
在退魔聖傳沒有登場，卻在「曲神紀」登場。
以農夫身分生活著，為了取回被伊奘諾尊奪走的兒子「明星」，而與孔雀一起行動。
老婆朋子是天蛇王，兒子明星是須佐之男(素戔嗚尊)，令人感到不可思議的家庭。

### 孔雀有血緣關係的人物
記載與孔雀有血緣關係的人物。
朋子
與孔雀同樣是黃幡星轉世的雙胞胎姐姐，背負了在站在闇曼荼羅中心的天蛇王宿命的女性。
小時候與父親慈覺跟孔雀一起每天都被裏高野的刺客追殺而逃亡，在六道眾首領八葉老師的詭計下，將與父親跟弟弟分離變成孤兒到處流浪時，被吉克弗力德撿回扶養長大。
小時候受到驚嚇喪失記憶，過著如同玩偶般的日子，在與阿修羅和黃的相遇之後，溫暖了她的心，並與黃墜入愛河。但是在看到父親慈覺的木乃伊後，過去不祥的記憶都回來了，真正的天蛇王也覺醒了。
最終決戰後與黃一起在中國生活，還生下了兒子「明星」；卻因為孔雀捲入天津神和國津神的鬥爭中，為保護明星而遭伊邪那岐命咀咒。黃海峰為保其命，把她送往中國的神界，交託伏羲神照顧。
慈覺
孔雀與朋子的父親，曾經是慈空的弟子，人稱裏高野最強的退魔師。
對日漸強大的黑暗力量感到憂心，進入冥界想讓孔雀王復活，但因孔雀王的魂魄已經消滅而絕望。就在這個時候，愛上救了自己的魔族女人，並生下了黃幡星之子，孔雀與朋子。
跟妻子離別後，一個人持續跟裏高野的刺客戰鬥，就在躲避的旅程中，筋疲力盡時受到八葉老師的挑撥，親手將朋子的心給殺死了。
明（孔雀）與重傷的慈覺被尼泊爾山僧所救後，為挽回傷害朋子的罪孽，決定絕食成即身佛，把生命和密法留給明（孔雀）以對抗六道眾和拯救朋子。
冥道
孔雀與朋子的母親，慈覺在冥界相遇的魔族女性，真正身分是想要救出在地獄徘徊的全部亡靈的地藏菩薩化身。
將因為鳳凰的謀略而掉落冥界的孔雀送回人世。

### 裏高野
佛教密法界的僧兵，乃是《孔雀王》故事中設定以弘法大師空海為祖師的真言宗（真言密宗）總本山的高野山的裏社會，一般人是不知道他們存在的。
在本作中他們以消滅世間一切的魔物為使命。
但是，實際上『裏高野』是否存在，高野山沒有承認。
這個問題讓作者跟相關人士被禁止出入高野山。
※裏高野的內容設定是參考真言立川流。
日光
裏高野的座主「藥師大醫王」的兒子，擁有『裏高野』第二位權位『權大僧正』，是裏高野的年輕領導者。性格嫉惡如仇。有如太陽一樣用光驅除黑暗。
實戰部隊「五輪坊」的首領，小時候跟著父親藥師大醫王消滅黑暗時，被任命為裏高野的最高指揮者。
因為守護神是最高神大日如来，有著超凡的靈力，在還是小孩子的時候，就擁有能將當時裏高野最強的退魔師－慈覺打倒的力量。
為了消滅黑暗而生，對敵人絕不妥協的性格，為了阻止鳳凰的野心，即使裏高野整個消失，也要使用被禁止的最終兵器『阿修斗羅』。
天蛇王決戰後成為裏高野的座主，並重建御山。
《退魔聖傳》中，當天津眾神襲擊『裏高野』全面崩壞時，將復興『裏高野』的使命託付給孔雀之後，便消失於『天之岩戶』未再出現。
守護神是大日如來是確定的，妹妹月讀是月光菩薩，父親是藥師大醫王藥師如來，應該是參考藥師三尊，因此也有認為守護神應該是日光菩薩的說法。
月讀
『裏高野』女人堂的堂主。裏高野的座主「藥師大醫王」的女兒，個性溫柔，是日光的妹妹。
一出生就以雙眼盲目，能看到一般人看不到的事情，具有預言能力。守護神是月光菩薩。
與哥哥日光不同，父親藥師大醫王給予他救助黑暗的孩子的使命。
後面提到鳳凰的母親也叫這個名字，是前代『裏高野』女人堂的主人。
應該是雙眼盲目，但退魔聖傳在打鬥時，眼睛似乎能看得見。有預言能力。能用銅盆盛水。看見映照在水中的未來。
藥師大醫王
統治全部裏高野的座主，是日光跟月讀的父親。臉上總是帶著面紗。
黃幡星復活之際，無情的下達要將當時出生可能是「黑暗之子」的小孩全部殺掉的命令。在眾人面前雖然命日光執行除魔命令、另一方面覺得拯救世界光是依靠光明的力量是不夠的，給予月讀救出黑暗之子的使命。是重視平衡的人。
裏高野因為背叛者鳳凰的關係崩壞時，將未來託付給日光後，為了封印『冥界之門』而變成木乃伊。
守護神在作品中並沒有明白說出，但以大醫王的名稱與兩個小孩分別代表太陽與月亮，認為以藥師三尊的中心『藥師如來』的說法比較有力（大醫王是藥師佛的別名）。
之後，在《孔雀王退魔聖傳》、《孔雀王RISING》也有登場，雖然是無印。死後已經過了幾年但依然還活著，個性卻是只重視自己生命跟成規的利己主義者，最後被孔雀化成灰。
嵐
裏高野的實戰部隊「五輪坊」的「風」部隊頭領，是個女扮男裝的比丘尼。守護神是『風天神』。
以稱作『紫雲絲』的鋼線當做武器，有將軍荼利的軍團全滅的能力。
與同樣是五輪坊頭領的雷火一同追殺把部下殺死的歐康。
實際上是軍荼利所製造的黑暗之子的一員，背上有『六道眾』的紋章。
雷火
裏高野的實戰部隊「五輪坊」的「火」部隊頭領。
與嵐一起追殺把部下殺死的歐康，在登上香巴拉時被歐魯加殺掉。
慈海
慈空的師傅，超過140歲，是裏高野唯一的大阿闍梨。擁有使天蛇王復活的關鍵聖杯。
在出羽龍山寺進行斷絕五穀的千日修行，遭受終極軍團的襲擊而將聖杯託付給孔雀。
在頻死時使出驚人的靈力，以九字發勁將終極軍團的大軍消滅，但被八葉化身的卡爾·豪斯柯華打敗。
鳳凰
《孔雀王》『裏高野篇』的大反派。原本是被『裡高野』逐出師門的破戒僧。父母是被逐出裏高野的退魔師和前代月讀，後來弒父出走，被認是撒旦的化身而憤世妒俗，並以月亮的化身『變若水』在『裡高野』最深處的蛇柳，召喚出『第六天魔王』織田信長。失敗後雙方化身羽翼在上空展開對決。被孔雀擊進地獄後，獲納粹第四帝國所救，並加盟六道眾；最終之戰中，曾奪取孔雀之肉身及力量，卻因不能承受眾佛之力而爆亡，臨終前體會母親的關愛而化解對自身不幸命運的仇恨，大徹大悟後涅槃往生。孔雀從中覺悟世間沒有化解不了的仇恨而重生。

### 六道眾
想在世界建立六道魔界，持有蛇的紋章的黑暗密法集團。是裏高野的宿敵，瞄準流著孔雀王的血的孔雀。
大聖歡喜天
六道眾裡的象頭魔人，原型是印度教的象頭神甘涅沙，利用阿修羅將封印的地獄門打開，企圖使沉睡的孔雀王甦醒。
使用能操作凍氣的密法，能將裏高野最強的實戰部隊藥師十二神將消滅，敗給了被孔雀打開心靈的阿修羅。
俱摩羅
崇拜孔雀王的教團「光翼教團」始祖，自稱是孔雀王的化身。俱摩羅天在佛經中是指初禪天的梵王，座騎亦是孔雀。
黃幡星之子，十幾年前差點被裏高野殺害，幸好被夜叉王救出，被六道眾認為是孔雀王轉世。
他在光翼除了使用操控死人之術光翼，跟孔雀一樣可以使用孔雀明王呪，還曾經一度打敗孔雀。
在『孔雀王RISING』中有登場，是『裡高野』宿敵『裡天台』的沙彌。
實際上早已是個死人，他的命在十幾年前就被慈空奪走，因為小時候被裏高野殺害的怨念，成為被黃幡星操控的人偶。
夜叉王
俱摩羅的僕人，原是裏高野五大明王之一的密法者。守護神是金剛夜叉明王。
反對裏高野將可能是黃幡星轉世之子集中殺掉而帶著年幼的俱摩羅逃走，死在慈空手上，被復活以後就跟隨著俱摩羅身邊。
雖然是個死人，但是卻沒有失去人的心智，救了被俱摩羅打敗的孔雀，最後將一切託付給孔雀後死去。
羅我
俱摩羅隨側的女子，真正身分是六道眾的愛染明王。能以密法叫出射擊遠處的光箭「天弓」，還有朝四面八方射擊的大絕招『星天弓』。有瞬間消滅五輪坊「地」部隊的能力。
深信俱摩羅就是孔雀王轉世，認為當俱摩羅成為孔雀王時自己將成為八葉的一人，被王仁丸與慈空打敗。
軍荼利
六道眾八大明王的一員，以俄羅斯帝國末期的妖僧古瑞可利·拉斯普欽在人間活動，自稱神人。收集全世界的黑暗之血到俄羅斯冰凍的土地上，想以人工的方式使孔雀王誕生。
在黑暗大日如來的『崑崙篇』裡使出坤達利尼的恰庫拉威脅到嵐與王仁丸，但不知道自己是人造魔神，而承受不住強大的恰庫拉因此自我毀滅。
齊格飛‧米特加爾多(SIEGFRIED MICHAEL)
納粹第四帝國之統帥，本人是納粹。統轄一班早先由納粹時代以東西方魔法製造，配備黨衛軍裝備的亡靈軍團，企圖以藏於裏高野的基督聖杯（頭骨）之神力復興納粹，因而聯合死靈咒術師卡爾‧豪斯柯華追捕孔雀和朋子，以奪其血。主張亞利安人優越主義。真身為配上機械身體與希特勒腦袋的人造人，但本人不知。詎料被覺醒為天蛇王的朋子轟散。
手上的P38手鎗，由日耳曼神話英雄吉克孟多(SIGMOND)以北歐神話中神族之王奧丁(ODIN)的神劍打造，鎗身刻上六道眾的黑暗曼荼羅圖案，稱為聖槍。配上施了六芒星魔法的子彈，便可射滅神魔咒法。
卡爾‧豪斯柯華(CARL OSWALD)
六道眾幹部，輔佐齊格飛的老人。真身其實是八葉老師。身體與軍荼利同為機械。曾以死靈咒術師的身分唆使希特拉沉迷黑魔法，並指使日本關東軍及綠龍會召集全日本宗派，到處找尋基督聖杯（頭骨）。意圖讓『天蛇王』復活。
天蛇王
黑暗之人六道眾之王。遠古時代是孔雀王的愛人。卻因理念不同被同為魔神的『孔雀王』所殺。此世降生成孔雀的姊姊朋子。為了完成『黑暗曼荼羅』。打算親手殺了孔雀。復活後頭上戴的是基督的頭骨(聖杯)。從頭骨眼睛的洞中冒出代表『六道眾』的『蛇』。
黑暗曼荼羅的魔神們
因為朋子的覺醒，跟隨著黑暗的盟主天蛇王的數百個魔神。對黑暗世界極渴望。每一個都是強大的神，有毀滅中國好幾個軍團跟戰車的實力。
八葉老師
有「黑暗的管理者」之稱，掌管六道眾謎一樣的八位魔神。以密宗胎藏界曼荼羅裡中台八葉院的八佛（寶幢、開敷華王、無量壽、天鼓雷音等四如來、以及普賢、文殊、觀自在、慈氏等四菩薩）的姿態出現，企圖從朋子和孔雀中挑選一人為魔界大日如來。
跟宇宙一起誕生的不死神祇，即使是孔雀王的力量也無法打倒，為了建立六道魔界向孔雀派出各種刺客。
其中一員的文殊菩薩被聖槍打倒，空位由黃海峰補上，最後因為黃海峰背叛，令八葉之胎藏界曼荼羅陣崩壞，被孔雀、阿修羅、王仁丸、慈空等組成的密宗金剛界曼荼羅四印會之陣消滅。
在『黑暗的大日如來篇』將六道眾說成是源自遙遠的太古時代飛來地球的高度機械文明外星人，之後演變成神話與宗教。

## 以日本神話為背景的「退魔聖傳」、「曲神紀」主要登場人物
孔雀
與前作『孔雀王』不同，使用『密法』與『真言』到處降妖除魔。在『天津神篇』中和意圖奪取日本的天津眾神戰鬥，是破壞神『須佐之男』化身。
阿修羅
孔雀的小女友，一起修行的夥伴，一開始就會使用火焰，後於『裏高野』覆滅時被天津神的月讀王所帶走不知所終。
服部遮那
在退魔聖傳的『并慶奇傳』登場。父親是擁有能樂傳承的宗家，是活著就可以來往冥界的『幽玄之子』。
是唯一能拿操控鬼的鬼一法眼刀的人類，被想要利用『鬼一法眼刀』的『鬼人』-『鬼道會』的「蛾王」誘拐走。
具有恐怖的能力。因為被日本平安時代源義經(牛若丸)的惡靈附身。能打開現世與魔界的鬼門。，
義經邪惡的意念將京都的鬼門打開，孔雀和伙伴們為阻止魔界怪物將地上變成地獄。孔雀等人因退魔『鬼一法眼刀』和『並慶』而將他救出。
因為這次相遇，被暫時託付在慈空的寺廟。並參加『退魔行』在寺廟時被阿修羅當做雜役使喚，幫缺少零用錢的阿修羅偽裝成孔雀進行退魔的工作。
之後，為了能樂師的修行而道別，6年後在《孔雀王曲神紀》與孔雀再相遇，現在跟孔雀一行人尋找須佐之男的牙齒。
『服部遮那』這個名字在『退魔聖傳』一開始時就知道了。
蓮華
退魔聖傳登場。使用戰輪的裏高野女人堂的女退魔師。
守護神是勢至菩薩，使用護符就可以使用神的力量。
自大又頑強的性格受到裏高野反彈，被裏高野趕出去。
但是，在吸血鬼吉爾·德·雷事件，學會相信朋友跟戰士的心。
返回裏高野繼續修行，月讀大人奪取裏高野的時候被殺害。
心臟被抽出，成為隨著天津神意思行動的木偶，神的舞蹈巫女天宇受賣命。
月讀大人（月蛾）
退魔聖傳登場。天津最高神的一員，實質上的天津神首領。與月讀相同名稱與髮型，性別為男性。
為了讓長眠於裏高野的天照大神復活而奪取裏高野。
收集三種神器，在快要成功打開岩戶叫醒沉睡的天照大神時，因為日光的策略使得天照大神復活的計畫失敗了。
而且，臉因為中了孔雀的術法而受傷，之後都戴著面具。
天照大神復活失敗後，、帶著成為天宇受賣命的蓮華將各地的天津神叫醒。
到了曲神紀，月讀的念法從「ツクヨミ」（tsukuyomi）變成「ツキヨミ」（tsukiyomi），另外知道了名子叫做月蛾，能夠控制蛾。
在退魔聖傳能唱出月光菩薩真言，使用冰與冷氣之術，曲神紀裡被加上了蛾的外貌，以及能使用蛾的能力。
天宇受賣命
上述的蓮華被月讀大人賜與了新生命後的新身分，專門跳神樂舞叫醒沉睡的天津神們。
蓮華的記憶與人格都消失了，是月讀大人忠實的僕人。
思兼神
退魔聖傳登場。在世界一開始就存在的別天津神，天津神裡的智慧之神。
目魂事件的幕後主使，也是最早登場的天津神。
精通所有法術被稱為智慧之神，能使出比孔雀更強的密法。
為了守護天照大神，騙空海建造裏高野。
真面目是個只有腦跟眼珠的怪物，幾千年間要持續生存就必須一直更換肉體。
天津眾神奪取裏高野時，附在月讀的身體上，最後被日光把腦給打個粉碎。
少彥名神
退魔聖傳登場。在世界一開始就存在的別天津神，國津神裡的智慧之神。
有像蛾一樣的翅膀，個子非常小隻，頭卻非常大。身體可以隱形。
因為接受其他妖魔的請託，得知他想要製造可以前往他界的神馬，卻不斷製造出妖魔。
知道孔雀是被素戔之牙選擇的事情後，了解孔雀的目的是將世界上所有的神消滅，因此想要親眼看到神最後的下場如何，跟著孔雀一起尋找素戔之牙。
愛喝酒到無可救藥的程度，會為了買酒錢在別人家裡翻箱倒櫃找錢。
宣導涼子
退魔聖傳登場。因為向孔雀請求幫助，開啟了「天津神篇」漫長的故事。
被人犬襲擊咬死，被國津神的建御名方帶回鬼部村。
擁有使素戔復活的關鍵，現在生死行蹤都不明。
建御名方
退魔聖傳登場。
留著素戔血液的直系子孫，現在國津神之主。打算從天津神手上奪回國家。
國津神現在最強的戰士，能變成巨大的鬼怪。
手腳能自由分離做出攻擊，即使是人的狀態也能使出這種能力。
下照比命
建御名方同母異父的妹妹。退魔聖傳就就登場了，但名稱跟設定到曲神紀才比較明朗。
能變成貓型的獸人，善用她優秀的敏捷度做攻擊。
在月讀大人的手下，曲神手中被孔雀救出，之後就跟孔雀一起行動。
名子為下照比命，但是卻讓孔雀們叫她「織姬」。
蠻不在乎的個性習慣以「～喵」為口頭禪，喜歡看愛情電視劇跟亂買手機。
大咬太夫
退魔聖傳登場。目魂一黨其中一名暗殺者，現在犬神統的下一任統主。
固定穿黑色西裝打扮的男子，真面目是稱為人犬的獸人。
人犬是在太古時代天津神侵略的時候背叛國津神的鬼之一族，雖然被稱作是'眷屬，但實際上比較接近天津神的奴隸。
在滿月之夜因為月的靈力變身成不死身的大口真神。
十六夜太夫
退魔聖傳登場。大咬太夫的妹妹。
曲神紀再次登場，樣子跟性格都與退魔聖傳時有很大的改變。
荒川
曲神紀登場。年邁的游泳教師。
伊邪那岐神
創造日本列島的神。
須佐之男
古代最強神，國津神與鬼的祖先。
詳細情況還不清楚，但是鬼的樣子連天照大神都會害怕到想要躲起來。但是，最後還是被天津神殺掉，牙齒卻繼承了能力，當牙齒全都收集到時就會獲得素戔的力量，能夠將所有的神都消滅。
黃明星
曲神紀登場。黃與朋子的兒子。神仙轉世，被當作是須佐之男的化身。
年齡大約6、7歲左右。
王仁丸六角
惡名昭彰的呪禁道家王仁丸一家的么弟（王仁丸的弟弟）
聽從哥哥王仁丸的指示，跟孔雀通知危險並一起共同行動。
相對於長男王仁丸能使用「式神=妖怪・俗神」，六角能使役「死鬼神=死靈」。
曲神紀第六集提到王仁丸兄弟一共有6人，和「怨靈侍」中的六角為同一人物。

## 出版書籍
孔雀王（孔雀王）
| 冊數 | 集英社     | 集英社             | 東立出版社 | 東立出版社      |
| 冊數 | 發售日期   | ISBN               | 發售日期   | ISBN            |
| ---- | ---------- | ------------------ | ---------- | --------------- |
| 1    | 1986年7月  | ISBN 4-08-861541-7 |            | ISBN 9573491451 |
| 2    | 1986年11月 | ISBN 4-08-861542-5 |            | ISBN 957349146X |
| 3    | 1987年1月  | ISBN 4-08-861543-3 |            | ISBN 9573491478 |
| 4    | 1987年4月  | ISBN 4-08-861544-1 |            | ISBN 9573491486 |
| 5    | 1987年8月  | ISBN 4-08-861545-X |            | ISBN 9573491494 |
| 6    | 1987年12月 | ISBN 4-08-861546-8 |            | ISBN 9573491508 |
| 7    | 1988年3月  | ISBN 4-08-861547-6 |            | ISBN 9573493640 |
| 8    | 1988年4月  | ISBN 4-08-861548-4 |            | ISBN 9573493659 |
| 9    | 1988年5月  | ISBN 4-08-861549-2 |            | ISBN 9573493667 |
| 10   | 1988年11月 | ISBN 4-08-861550-6 |            | ISBN 9573493675 |
| 11   | 1988年12月 | ISBN 4-08-861551-4 |            | ISBN 9573493683 |
| 12   | 1989年4月  | ISBN 4-08-861552-2 |            | ISBN 9573493691 |
| 13   | 1989年6月  | ISBN 4-08-861553-0 |            | ISBN 9573498979 |
| 14   | 1989年7月  | ISBN 4-08-861554-9 |            | ISBN 9573498987 |
| 15   | 1989年8月  | ISBN 4-08-861555-7 |            | ISBN 9573498995 |
| 16   | 1989年9月  | ISBN 4-08-861556-5 |            | ISBN 9573499002 |
| 17   | 1990年5月  | ISBN 4-08-861557-3 |            | ISBN 9573499010 |

文庫版
（台灣譯為愛藏版）
| 冊數 | 集英社    | 集英社             | 東立出版社                    | 東立出版社                                                  |
| 冊數 | 發售日期  | ISBN               | 發售日期                      | ISBN                                                        |
| ---- | --------- | ------------------ | ----------------------------- | ----------------------------------------------------------- |
| 1    | 1997年1月 | ISBN 4-08-617133-3 | 2024年12月13日 2024年12月20日 | ISBN 978-626-02-2582-7（首刷限定版） ISBN 978-626-02-2165-2 |
| 2    | 1997年1月 | ISBN 4-08-617134-1 | 2025年1月13日 2025年1月20日   | ISBN 978-626-02-2583-4（首刷限定版） ISBN 978-626-02-2166-9 |
| 3    | 1997年3月 | ISBN 4-08-617135-X | 2025年2月14日 2025年2月21日   | ISBN 978-626-02-2584-1（首刷限定版） ISBN 978-626-02-2167-6 |
| 4    | 1997年3月 | ISBN 408617136-8   | 2025年3月14日 2025年3月21日   | ISBN 978-626-02-2585-8（首刷限定版） ISBN 978-626-02-2168-3 |
| 5    | 1997年4月 | ISBN 408617137-6   | 2025年4月24日 2025年4月30日   | ISBN 978-626-02-2586-5（首刷限定版） ISBN 978-626-02-2169-0 |
| 6    | 1997年4月 | ISBN 4-08-617138-4 | 2025年5月23日 2025年5月29日   | ISBN 978-626-02-2587-2（首刷限定版） ISBN 978-626-02-2170-6 |
| 7    | 1997年5月 | ISBN 4-08-617139-2 | 2025年6月27日 2025年7月4日    | ISBN 978-626-02-2588-9（首刷限定版） ISBN 978-626-02-2171-3 |
| 8    | 1997年5月 | ISBN 4-08-617140-6 |                               |                                                             |
| 9    | 1997年6月 | ISBN 4-08-617141-4 |                               |                                                             |
| 10   | 1997年6月 | ISBN 4-08-617142-2 |                               |                                                             |
| 11   | 1997年6月 | ISBN 4-08-617143-0 |                               |                                                             |

孔雀王 退魔聖傳（孔雀王 退魔聖伝）
| 冊數 | 集英社     | 集英社             | 東立出版社 | 東立出版社      |
| 冊數 | 發售日期   | ISBN               | 發售日期   | ISBN            |
| ---- | ---------- | ------------------ | ---------- | --------------- |
| 1    | 1991年2月  | ISBN 4-08-861271-X |            | ISBN 9576999588 |
| 2    | 1991年6月  | ISBN 408861272-8   |            | ISBN 9576999596 |
| 3    | 1991年10月 | ISBN 408861273-6   |            | ISBN 986110075X |
| 4    | 1992年4月  | ISBN 408861274-4   |            | ISBN 9861100768 |
| 5    | 1992年5月  | ISBN 408861275-2   |            | ISBN 9861100776 |
| 6    | 1992年10月 | ISBN 408861276-0   |            | ISBN 9861100784 |
| 7    | 1993年1月  | ISBN 408861277-9   |            | ISBN 9861102205 |
| 8    | 1993年4月  | ISBN 408861278-7   |            | ISBN 9861102213 |
| 9    | 1993年7月  | ISBN 408861279-5   |            | ISBN 9861103295 |
| 10   | 1993年10月 | ISBN 408861280-9   |            | ISBN 9861103309 |
| 11   | 1993年12月 | ISBN 408861795-9   |            | ISBN 9861104550 |

文庫版
| 冊數 | 集英社         | 集英社             |
| 冊數 | 發售日期       | ISBN               |
| ---- | -------------- | ------------------ |
| 1    | 1999年11月18日 | ISBN 4-08-617508-8 |
| 2    | 1999年11月18日 | ISBN 4-08-617509-6 |
| 3    | 2000年1月18日  | ISBN 4-08-617510-X |
| 4    | 2000年1月18日  | ISBN 4-08-617511-8 |
| 5    | 2000年2月18日  | ISBN 4-08-617512-6 |
| 6    | 2000年2月18日  | ISBN 4-08-617513-4 |
| 7    | 2000年2月18日  | ISBN 4-08-617514-2 |

孔雀王 曲神紀（孔雀王 曲神紀）
| 冊數 | 集英社         | 集英社                 | 東立出版社     | 東立出版社             |
| 冊數 | 發售日期       | ISBN                   | 發售日期       | ISBN                   |
| ---- | -------------- | ---------------------- | -------------- | ---------------------- |
| 1    | 2006年8月18日  | ISBN 4-08-877130-3     | 2008年4月25日  | ISBN 978-986-10-1544-6 |
| 2    | 2006年11月17日 | ISBN 4-08-877172-9     | 2008年7月28日  | ISBN 978-986-10-1545-3 |
| 3    | 2007年3月19日  | ISBN 978-4-08-877216-5 | 2008年8月22日  | ISBN 978-986-10-1546-0 |
| 4    | 2007年7月19日  | ISBN 978-4-08-877292-9 | 2008年9月2日   | ISBN 978-986-10-1547-7 |
| 5    | 2007年11月19日 | ISBN 978-4-08-877335-3 | 2008年9月19日  | ISBN 978-986-10-1548-4 |
| 6    | 2008年3月19日  | ISBN 978-4-08-877417-6 | 2008年10月20日 | ISBN 978-986-10-1573-6 |
| 7    | 2008年8月19日  | ISBN 978-4-08-877486-2 | 2009年2月11日  | ISBN 978-986-10-2426-4 |
| 8    | 2008年11月19日 | ISBN 978-4-08-877559-3 | 2009年4月15日  | ISBN 978-986-10-2840-8 |
| 9    | 2009年3月19日  | ISBN 978-4-08-877615-6 | 2009年7月14日  | ISBN 978-986-10-3497-3 |
| 10   | 2009年7月17日  | ISBN 978-4-08-877677-4 | 2009年11月27日 | ISBN 978-986-10-4090-5 |
| 11   | 2009年11月19日 | ISBN 978-4-08-877740-5 | 2010年3月8日   | ISBN 978-986-10-4833-8 |
| 12   | 2010年3月19日  | ISBN 978-4-08-877820-4 | 2010年8月5日   | ISBN 978-986-10-5406-3 |

孔雀王RISING（孔雀王ライジング）
| 冊數 | 小學館         | 小學館                 | 東立出版社     | 東立出版社             |
| 冊數 | 發售日期       | ISBN                   | 發售日期       | ISBN                   |
| ---- | -------------- | ---------------------- | -------------- | ---------------------- |
| 1    | 2012年10月30日 | ISBN 978-4-09-184730-0 | 2014年10月24日 | ISBN 978-986-348-117-1 |
| 2    | 2013年4月30日  | ISBN 978-4-09-185186-4 | 2014年12月22日 | ISBN 978-986-348-118-8 |
| 3    | 2013年12月27日 | ISBN 978-4-09-185575-6 | 2015年7月31日  | ISBN 978-986-348-119-5 |
| 4    | 2014年7月30日  | ISBN 978-4-09-186318-8 | 2016年11月4日  | ISBN 978-986-365-779-8 |
| 5    | 2015年2月12日  | ISBN 978-4-09-186766-7 | 2016年12月15日 | ISBN 978-986-382-989-8 |
| 6    | 2015年10月9日  | ISBN 978-4-09-187158-9 | 2019年3月4日   | ISBN 978-986-462-079-1 |
| 7    | 2016年3月11日  | ISBN 978-4-09-187498-6 | 2019年7月4日   | ISBN 978-986-470-256-5 |
| 8    | 2017年2月10日  | ISBN 978-4-09-189359-8 | 2022年7月8日   | ISBN 978-986-486-111-8 |
| 9    | 2017年9月12日  | ISBN 978-4-09-189618-6 | 2023年12月15日 | ISBN 978-957-26-0146-4 |
| 10   | 2019年7月30日  | ISBN 978-4-09-860366-4 |                |                        |

孔雀王-戰國轉生-（孔雀王-戦国転生-）
| 冊數 | リイド社       | リイド社               |
| 冊數 | 發售日期       | ISBN                   |
| ---- | -------------- | ---------------------- |
| 1    | 2013年12月27日 | ISBN 978-4-84-584294-0 |
| 2    | 2014年10月27日 | ISBN 978-4-84-584295-7 |
| 3    | 2015年10月9日  | ISBN 978-4-84-584296-4 |
| 4    | 2017年2月10日  | ISBN 978-4-84-585053-2 |
| 5    | 2019年7月30日  | ISBN 978-4-8458-5490-5 |

### 相關書籍
小說
- 孔雀王―魔靈錄（孔雀王―魔霊録）著者：會川 昇、原作：荻野真

1992年3月發售、ISBN 4-08-613048-3
攻略書
- 紅白機攻略本「孔雀王2」（ファミコン攻略本「孔雀王2」）

1992年11月發售、ISBN 4-83-422091-5
雜誌書
- （My First Big SPECIAL）

2012年10月5日發售、ISBN 978-4-09-107763-9

## 動畫
1988年至1991年發行3部OVA。1994年再發行第4部OVA《真・孔雀王》。

### 孔雀王

#### 各話列表
| 話數  | 發售日        | 日文標題 | 中文標題 | 劇本     | 作畫監督        |
| ----- | ------------- | -------- | -------- | -------- | --------------- |
| 第1話 | 1988年4月29日 |          | 鬼還祭   | 会川昇   | 大森英敏        |
| 第2話 | 1989年11月3日 |          | 幻影城   | 会川昇   | 藤川太 和田卓也 |
| 第3話 | 1991年9月21日 |          | 櫻花豐穰 | 夏木玲生 | 奥田淳 田中正弘 |

### 真・孔雀王
以原作尋找聖杯和天蛇王的故事為主軸。分成上、下兩卷，導演是林太郎。

#### 各話列表
| 話數 | 發售日        | 日文標題 | 中文標題 | 劇本              | 演出     | 作畫監督 |
| ---- | ------------- | -------- | -------- | ----------------- | -------- | -------- |
| 上卷 | 1994年4月25日 |          | 天魔復活 | 浦畑達彦 稲葉一広 | 遠藤卓司 | 阿部恒   |
| 下卷 | 1994年5月25日 |          | 崑崙鳴動 | 浦畑達彦 稲葉一広 | 遠藤卓司 | 阿部恒   |

## 電影

### 孔雀王子
《孔雀王子》1988年上映。由日本東寶東和與香港嘉禾共同合作。

#### 演員
- 三上博史 - 孔雀（華語版改稱做「吉祥果」）
- 元彪 - コンチェ（發音為「konchi」，即粵語的「孔雀」發音，華語版直接稱做「孔雀」）
- 安田成美 - 冴子
- 葉蘊儀 - 阿修羅
- 王小鳳 - 羅我
- 劉家輝 - 宮毘羅
- 季洪 - 皆魔障外神
- 高雄 - 吉固美（此為漫畫版譯名，並非等同電影中使用名稱，華語版稱為「孤峰」）
- コント山口君と竹田君（日语：コント山口君と竹田君） - 警察
- 左とん平（日语：左とん平） - 佐藤
- 緒形拳 - 慈空

#### 工作人員
- 導演：藍乃才
- 出品人：三井康（日语：三ツ井康）、鄒文懷、何冠昌
- 監製：村上光一、蔡瀾
- 製片：河井真也、室岡信明、佐藤武光、歐錦屏、陳莉華、林輝煌
- 原作：荻野真
- 編劇：橋本以藏、關澄一輝、江香生、胡雪麗、鄧景生
- 企劃：岡正、三木考祐、曽愛屏、周震東
- 攝影：奈良一彦、關志勤
- 音樂：米基吉野
- 美術：田中孝男、馬磐超
- 剪接：神谷信武、姜興隆
- 錄音：武進
- 拍攝：堀口壽一、一瀨隆重、古賀慎二
- 助理導演：桑原昌英、龍天生
- 燈光：高屋齋、阮定邦、劉鐵志

#### 外部連結
- 開眼電影網上《孔雀王子》的資料（繁體中文）
- 豆瓣电影上《孔雀王子》的資料 （简体中文）
- 时光网上《孔雀王子》的資料（简体中文）
- AllMovie上《孔雀王子》的资料（英文）
- 爛番茄上《孔雀王子》的資料（英文）
- 香港影庫上《孔雀王子》的資料（繁體中文）
- 互联网电影数据库（IMDb）上《孔雀王子》的资料（英文）

### 阿修羅傳奇
《阿修羅》1990年2月9日上映於英屬香港的魔幻片。為《孔雀王子》的續集。

#### 工作人員
- 導演：藍乃才、劉仕裕
- 出品人：鄒文懷、何冠昌
- 監製：蔡瀾、三木孝祐
- 原作：荻野真
- 編劇：曾田博久（日语：曽田博久）、陳秀玲、黃翠華、梁耀明
- 攝影：關志勤
- 音樂：陳斐烈
- 剪接：姜興隆、張耀宗、姜全德
- 燈光：阮定邦

#### 演員
- 元彪 - （粵配：黃志成）孔雀：慈空大師的弟子
- 阿部寬 - （粵配：黃允材）吉祥果：慈空大師的弟子
- 葉蘊儀 - 阿修羅：地獄聖女
- 李麗珍 - 珍：旅行愛好者
- 勝新太郎 -（粵配：源家祥）- 慈空：藏傳佛教密宗大師
- 名取裕子 - 天輪尼：神尼
- 倪雪 - 鬼妃：本作大反派。
- 劉錫賢（粵配：林保全）- 珍的哥哥：地理學家，發明了穿越時空的機器。
- 荒井乃梨子（粵配：譚淑英）- 輪星尼：三輪尼之一。
- 早瀨惠子 - 輪月尼：三輪尼之一。
- 橘由加利（粵配：黃鳳英）- 輪光尼：三輪尼之一。

#### 外部連結
- 開眼電影網上《阿修羅》的資料（繁體中文）
- 豆瓣电影上《阿修羅》的資料 （简体中文）
- 时光网上《阿修羅》的資料（简体中文）
- AllMovie上《阿修羅》的资料（英文）
- 爛番茄上《阿修羅》的資料（英文）
- 香港影庫上《阿修羅》的資料（繁體中文）
- 互联网电影数据库（IMDb）上《阿修羅》的资料（英文）

## 遊戲
孔雀王
FC主機，1988年9月21日發行，波麗佳音製作。
指令選擇的冒險遊戲。也有移植MSX2。
孔雀王
SEGA MarkIII主機，1988年9月23日發行，SEGA製作。
橫向解謎冒險遊戲。
孔雀王2 幻影城
Mega Drive主機，1989年11月25日發行，SEGA製作。
清除敵人的動作遊戲。
孔雀王II
FC主機，1990年8月21日發行，波麗佳音製作。
指令選擇的角色扮演冒險遊戲。

## 外部連結
- 集英社連載漫畫一覽 - 孔雀王曲神紀 （页面存档备份，存于）（日語）